# 馬尼拉 (愛荷華州)
馬尼拉（英語：Manilla）是一個位於美國愛荷華州克勞福德縣的城市。

## 地理
馬尼拉的座標為41°53′18″N 95°13′58″W / 41.88833°N 95.23278°W，而該地的平均海拔高度為413米（即1355英尺）。

## 人口
根據2010年美國人口普查的數據，馬尼拉的面積為2.67平方千米，當中陸地面積為2.67平方千米，而水域面積為0.00平方千米。當地共有人口776人，而人口密度為每平方千米290人。